# Artiglio (nave)
L'Artiglio era una nave a vapore (Piroscafo) per il recupero marittimo della società armatrice SO.RI.MA (Società Ricuperi Marittimi) di Genova fondata l'11 ottobre 1926 dal commendatore Giovanni Quaglia con capitale sociale di 1.309.500 lire, che cessò l'attività intorno al 1960. La SO.RI.MA. che era nata per il recupero dei carichi delle navi affondate dagli austro-tedeschi durante la prima guerra mondiale aveva una discreta attività se già nel 1927 si era assicurata l'esclusiva delle allora modernissime attrezzature fabbricate dalla tedesca Neufeldt & Kuhnke per lavori fino a -40m di profondità, e nel 1928 stipulato la convenzione, approvata dal Senato del Regno, per l'esclusiva del recuperi dei carichi dalle navi affondate durante la guerra, per dieci anni.

## Storia
Era la nave ammiraglia di una piccola flotta di cui facevano parte anche le unità Rostro, Raffio e Arpione, costituita da ex pescherecci e navi militari di piccole dimensioni reperite sul mercato internazionale, adibita al recupero di navi affondate prevalentemente durante la prima guerra mondiale e successivamente della seconda guerra mondiale.
L'equipaggio era costituito di esperti palombari viareggini come Aristide Franceschini, Alberto Bargellini, Guido Martinelli, Mario Raffaelli, Raffaello Mancini, Fortunato e Donato Sodini, Giovanni Lenci e Carlo Domenici.  La flotta era equipaggiata con attrezzature innovative e all'avanguardia per l'epoca, grazie al dinamismo del suo armatore che comprò il primo moderno e funzionante scafandro a pressione atmosferica, ed assecondava l'inventiva di Alberto Gianni, che, con le sue capacità tecniche e grazie all'esperienza propria e dei colleghi, realizzò delle modifiche alle attrezzature tedesche di cui avevano l'esclusiva, rendendole più sicure, inventò varie benne e attrezzature per i recuperi dei carichi e, come è noto inventò la camera di decompressione e la torretta butoscopica, quest'ultima determinante per i recuperi ad alta profondità, allora ancora troppo rischiosi per i palombari dotati delle classiche attrezzature troppo pesanti ed ingombranti.
Tra i primi recuperi effettuati, vi è da ricordare quello del piroscafo inglese Washington, che faceva parte di un convoglio proveniente dagli Stati Uniti d'America, e diretto, presumibilmente, verso La Spezia. Il convoglio fu attaccato tra Camogli e Portofino, da un sommergibile tedesco che lo colpì con un siluro. La cronaca del tempo racconta che l'affondamento non fu immediato, e che tutto l'equipaggio riuscì a salvarsi ad eccezione di una delle due mascotte di bordo, un gatto che impaurito scappò dalla parte sbagliata. Il recupero del carico del Washington, che durò tre anni, vide l'impiego di attrezzature moderne e sofisticate studiate per l'occasione che permisero di recuperare da -80/-90 metri di profondità, quasi l'intero carico della nave costituito da materiali ferrosi grezzi e lavorati e da materiale ferroviario smontato proveniente dagli Stati Uniti d'America. La cronaca dell'epoca dette molto risalto alla notizia del recupero.
La nave Artiglio in particolare assurse con grande clamore alle cronache internazionali del tempo per essere stata inviata, su incarico dei Lloyd's di Londra, nell'oceano Atlantico, al largo del Mare di Brest, alla ricerca del piroscafo transatlantico SS Egypt, battente bandiera inglese, che trasportava un prezioso e consistente carico di monete e lingotti d'oro, destinato alle banche dell'India, allora ancora colonia inglese. A seguito dei vari clamorosi fallimenti di altre importanti società di recuperi inglesi ed olandesi, il contratto di ricerca e recupero venne così offerto alla SO.RI.MA. di Genova. Al comando delle operazioni vi era il capo palombaro Alberto Gianni. Il relitto dell'Egypt venne individuato il 29 agosto 1930 a una profondità di circa -130 metri ma il maltempo invernale obbligò a rinviarne il recupero alla primavera successiva. Nel frattempo quindi l'Artiglio venne inviato presso l'isola di Belle Île, nel nord ovest della Francia per effettuare il recupero della nave Florence carica di un ingente quantitativo di esplosivi ed affondata nel 1917 davanti al porto ostruendone il passaggio.

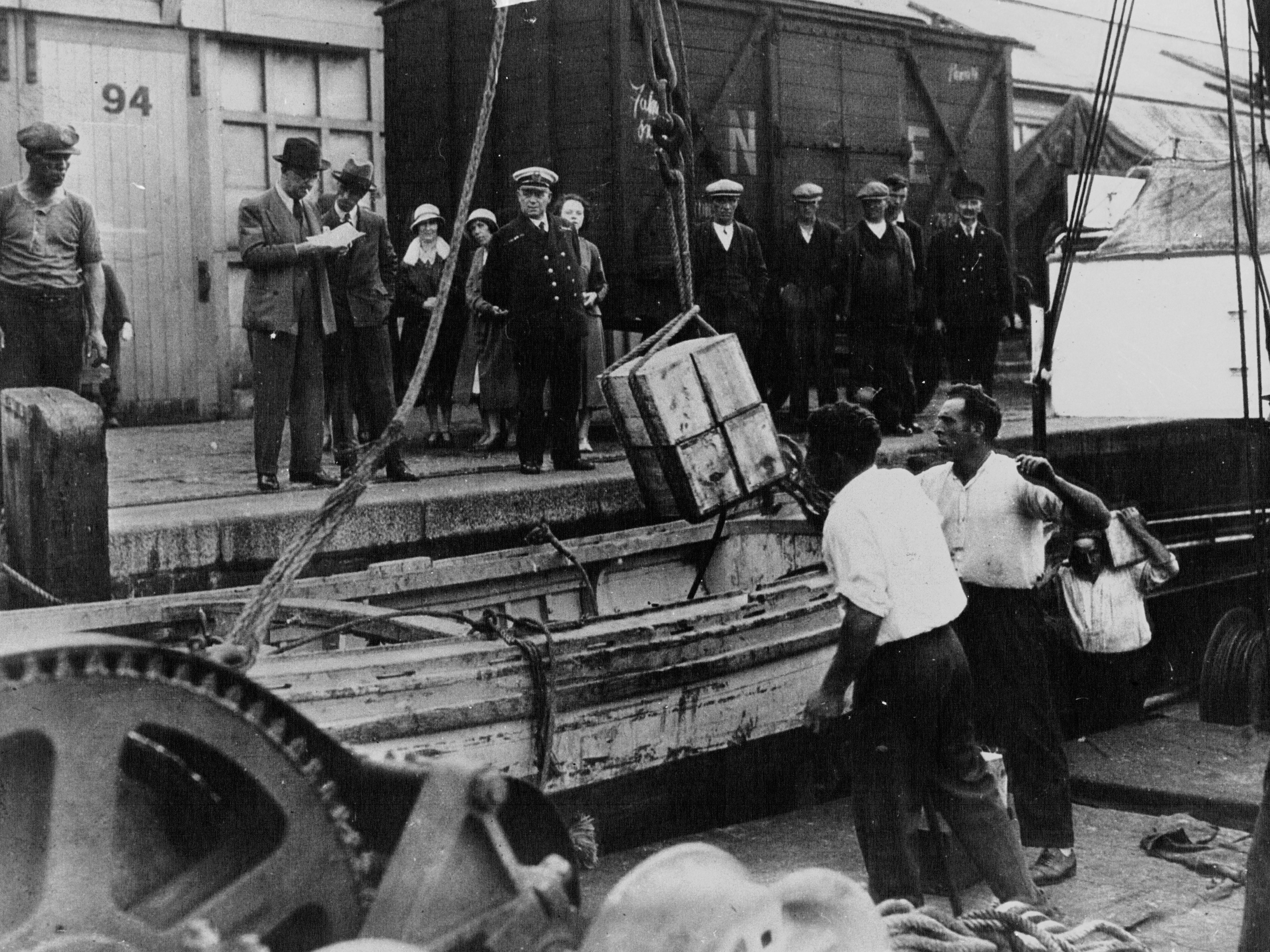
Sbarco nel porto di Plymouth delle casse d'oro recuperate sull'Egypt

Durante le fasi di demolizione della Florence, si suppose erroneamente che l'esplosivo, immerso da più di 13 anni, non fosse reattivo, quindi a seguito dell'azione di una carica demolitrice anche il carico bellico che la nave conteneva esplose. La nave Artiglio, posizionata per il fatale errore di valutazione ad una distanza insufficiente, fu distrutta dall'esplosione e trascinata sul fondo. In questo tragico incidente morì gran parte dell'equipaggio, tra cui i palombari Alberto Gianni, Aristide Franceschi e Alberto Bargellini tutti originari di Viareggio.

## Artiglio II
In seguito per poter recuperare il tesoro dell'Egypt, il commendator Quaglia armò in tutta fretta una seconda nave, originariamente iscritta con il nome Maurétanie, e rinominandola con lo stesso nome Artiglio, la quale venne tuttavia, per distinguerlo, sempre chiamata "Artiglio II". Con questa nave, riarmata e ristrutturata dall'equipaggio della SORIMA, in gran parte attrezzata con il materiale recuperato dall'Artiglio, finalmente, grazie anche alle invenzioni e alla organizzazione lasciata da Alberto Gianni, e a fronte di enormi sacrifici da parte dell'equipaggio nelle acque burrascose al largo di Brest, venne finalmente recuperato tutto il tesoro dell'Egypt, in gran parte costituito da monete, barre e lingotti d'oro nonché numerose barre d'argento. Il recupero avvenne ad una profondità per l'epoca ritenuta impossibile da raggiungere da dei palombari, i quali utilizzarono la famosa torretta butoscopica inventata dal Gianni calata a -130 metri per dirigere i lavori delle benne manovrate a bordo dell'Artiglio. Tale avvenimento è stato un fatto di grande prestigio per l'Italia acclamato in tutto il mondo da capi di stato e di governo di quegli anni. 

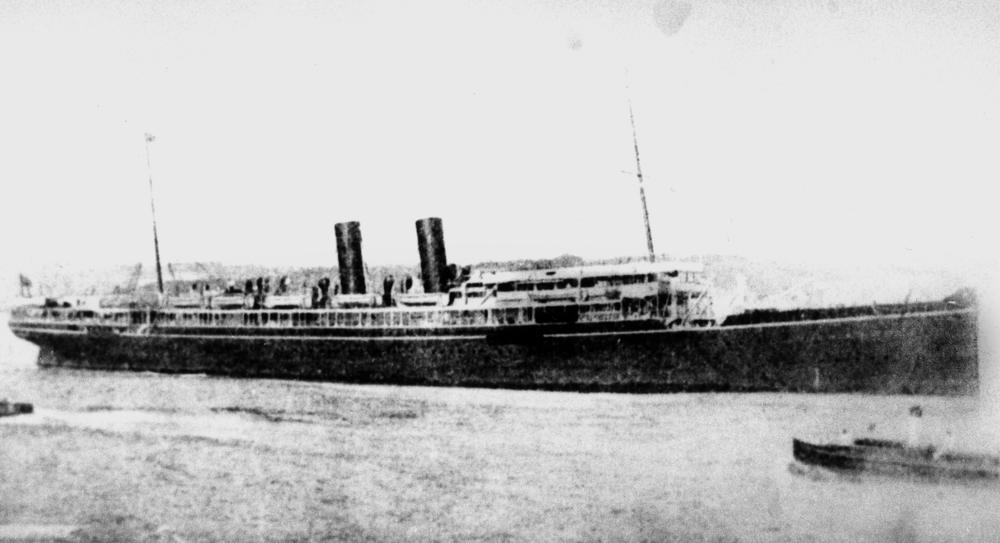
SS Egypt

## Giovanni Quaglia
Il commendatore Giovanni Quaglia, uomo dotato di grande capacità imprenditoriale e lungimiranza, è stato il precursore di tutte le attività navali di recupero ed operazioni subacquee ad alta profondità moderne. Grazie a lui tutte le compagnie petrolifere e le forze navali del mondo si sono poi dotate di mezzi e attrezzature che seguono la filosofia operativa dell'Artiglio e della SO.RI.MA da lui fondata e diretta, società con la quale portò a termine innumerevoli recuperi e operazioni marittime, e che grazie ai suoi continui successi era considerata la migliore e più competitiva in assoluto a livello mondiale. È stato anche il primo armatore italiano ad allestire una flotta di petroliere. Purtroppo venne anche indicato come una persona di pochi scrupoli e che non rispettò gli impegni con i palombari e gli equipaggi che tanto gli avevano fatto guadagnare in prestigio e in denaro, non elargendo i premi e i compensi adeguati promessi, anche con la complicità del regime fascista, grazie al quale riuscì ad eludere le richieste sindacali da parte della allora confederazione marittima. Muore a Genova l'8 dicembre del 1955.

## David Scott
A bordo dell'Artiglio viveva anche il giornalista e scrittore David Scott, inviato speciale del Times di Londra che spediva puntualmente articoli da bordo via radio alla redazione e che ha partecipato a ben 3 campagne di ricerca e recupero. Nel tragico giorno dell'affondamento dell'Artiglio era a terra, ma era presente durante la campagna del recupero del tesoro dell'Egypt, e di cui ne descrisse dettagliatamente tutte le fasi. Molto legato a tutto l'equipaggio scrisse in seguito diversi libri che ebbero un notevole successo internazionale sugli avvenimenti relativi alla compagnia SORIMA, contribuendo così a creare il mito dei palombari italiani. I libri da lui scritti sono un punto di riferimento importante per appassionati e storici, perché sono così disponibili numerose e dettagliate informazioni delle vicende storiche legate al mondo dei palombari italiani di quel periodo.

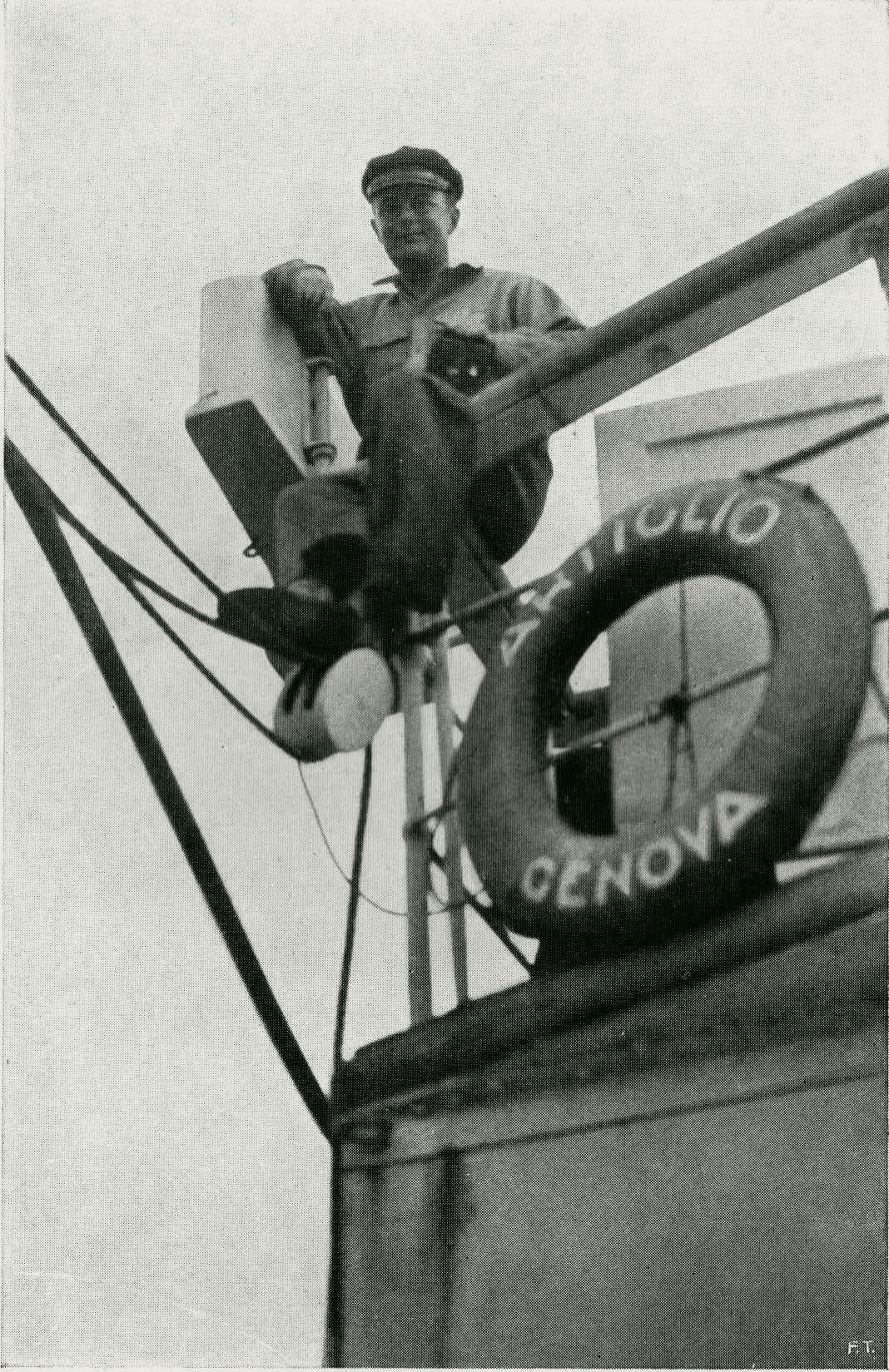
David Scott a bordo dell'Artiglio

## Viareggio
In ricordo della nave e dei palombari viareggini periti, nella città di Viareggio è stata istituita la fondazione "Artiglio" che ogni anno elargisce un premio a chi si sia distinto nel mondo della subacquea, dello studio e della protezione dell'ambiente marino. È stato dedicato il nome all'Istituto Tecnico Nautico Statale "Artiglio", nonché una piazza, Piazza Palombari dell'Artiglio ed una strada chiamata Lungo canale Palombari dell'Artiglio. Dal 1966 in città opera il "club subacqueo Artiglio" che prese tale nome in ricordo di quelle fantastiche imprese e il locale museo della marineria ha un'ampia sezione dedicata alle gesta dei palombari viareggini e di attrezzature subacquee messe a disposizione dai soci del club.